# كيمبرلي بريسلر
كيمبرلي بريسلر (بالإنجليزية: Kimberly Pressler)‏ هي متسابقة ملكة الجمال وعارضة أمريكية، ولدت في 21 مايو 1977 في Las Vegas Township, Nevada ‏.

## وصلات خارجية
- كيمبرلي بريسلر على موقع IMDb (الإنجليزية)